# Karl Sell
Karl Wilhelm Johannes Sell, född 29 november 1845 i Giessen, död 22 december 1914 i Bonn, var en tysk evangelisk teolog.
Sell blev 1882 superintendent i Starkenburg och 1891 professor vid Bonns universitet. Han gjorde sig gällande som en idérik kyrkohistoriker med en av Albrecht Ritschl påverkad teologisk ståndpunkt, varför han räknades till det "liberala" lägret i Preussens teologiska strider. 
Bland hans i allmänhet föga omfångsrika skrifter kan nämnas Philipp Melanchthon (1897), Die Entwicklung der katholischen Kirche im 19. Jahrhundert (1898), Die Religion unserer Klassiker (1904; andra upplagan 1910), Katholicismus und Protestantismus (1908), hans huvudarbete, Christentum in Weltgeschichte (1910) och Die Entwicklung der wissenschaftlichen Theologie in den letzten 50 Jahren (1912).